# Associazione Calcio Torino 1951-1952
Questa voce raccoglie le informazioni riguardanti l'Associazione Calcio Torino nelle competizioni ufficiali della stagione 1951-1952.

## Rosa
| N. |                   | Ruolo | Calciatore             |
| -- | ----------------- | ----- | ---------------------- |
|    | Italia (bandiera) | P     | Emilio Buttarelli      |
|    | Italia (bandiera) | P     | Emanuele Dalla Fontana |
|    | Italia (bandiera) | P     | Giuseppe Romano        |
|    | Italia (bandiera) | D     | Pietro Bersia          |
|    | Italia (bandiera) | D     | Giuseppe Farina        |
|    | Italia (bandiera) | D     | Lino Grava             |
|    | Italia (bandiera) | D     | Cesare Nay             |
|    | Italia (bandiera) | C     | Gino Cortellezzi       |
|    | Italia (bandiera) | C     | Antonio Gianmarinaro   |
|    | Italia (bandiera) | C     | Ernesto Giraudo        |
|    | Italia (bandiera) | C     | Luigi Giuliano         |
|    | Italia (bandiera) | C     | Lando Macchi           |

| N. |                      | Ruolo | Calciatore               |
| -- | -------------------- | ----- | ------------------------ |
|    | Italia (bandiera)    | C     | Leo Picchi               |
|    | Italia (bandiera)    | C     | Piero Pozzi              |
|    | Italia (bandiera)    | C     | Enrico Pratesi           |
|    | Italia (bandiera)    | C     | Claudio Rimbaldo         |
|    | Brasile (bandiera)   | A     | Yeso Amalfi              |
|    | Italia (bandiera)    | A     | Riccardo Carapellese (c) |
|    | Italia (bandiera)    | A     | Emidio Cavigioli         |
|    | Argentina (bandiera) | A     | José Florio              |
|    | Svezia (bandiera)    | A     | Åke Hjalmarsson          |
|    | Italia (bandiera)    | A     | Enrico Motta             |
|    | Italia (bandiera)    | A     | Rino Perduca             |
|    | Italia (bandiera)    | A     | Albano Vicariotto        |

## Calciomercato
| Acquisti | Acquisti               | Acquisti     | Acquisti   |
| R.       | Nome                   | da           | Modalità   |
| -------- | ---------------------- | ------------ | ---------- |
| P        | Emanuele Dalla Fontana | Vicenza      | definitivo |
| P        | Giuseppe Romano        | Como         | definitivo |
| D        | Giuseppe Farina        | Udinese      | definitivo |
| C        | Gino Cortellezzi       | Atalanta     | definitivo |
| C        | Piero Pozzi            | Pro Patria   | definitivo |
| C        | Enrico Pratesi         | Cesena       | definitivo |
| A        | Yeso Amalfi            | Nizza        | definitivo |
| A        | Emidio Cavigioli       | Pro Patria   | definitivo |
| A        | José Florio            | Lanús        | definitivo |
| A        | Åke Hjalmarsson        | Nizza        | definitivo |
| A        | Antonio Nicolazzini    | Pro Vercelli | definitivo |
| A        | Albano Vicariotto      | Milan        | definitivo |

| Cessioni | Cessioni           | Cessioni   | Cessioni      |
| R.       | Nome               | a          | Modalità      |
| -------- | ------------------ | ---------- | ------------- |
| P        | Gastone Lenzi      | Spezia     | definitivo    |
| P        | Dante Piani        | Savona     | definitivo    |
| D        | Raffaele Cuscela   | Legnano    | definitivo    |
| D        | Giovanni Molino    | Casale     | prestito      |
| C        | Teobaldo Depetrini | -          | fine carriera |
| C        | Bruno Gremese      | Genoa      | definitivo    |
| C        | Kjell Rosén        | Novara     | definitivo    |
| C        | Benjamín Santos    | Pro Patria | definitivo    |
| C        | Mario Tosolini     | Mantova    | definitivo    |
| A        | Attilio Frizzi     | Genoa      | definitivo    |
| A        | Giuseppe Marchetto | Vicenza    | definitivo    |
| A        | Elio Onorato       | Vicenza    | definitivo    |
| A        | Johannes Pløger    | Udinese    | definitivo    |

## Risultati

### Serie A

#### Girone di andata
| Arbitro: | Bellè (Venezia) |

|             |           |  |
| Turconi 17’ | Marcatori |  |

| Arbitro: | Rigato (Mestre) |

|                      |           |  |
| Carapellese 43’, 83’ | Marcatori |  |

| Arbitro: | Gemini (Roma) |

|           |           |                  |
| Nesti 15’ | Marcatori | 44’ Gianmarinaro |

| Arbitro: | Valsecchi (Milano) |

|  |           |              |
|  | Marcatori | 46’ Alberico |

| Arbitro: | Rigato (Mestre) |

|                        |           |  |
| Wilkes 21’ Lorenzi 39’ | Marcatori |  |

| Arbitro: | Agnolin (Bassano del Grappa) |

|                                                              |           |            |
| Florio 13’ Pozzi 60’ (rig.) Hjalmarsson 76’ (rig.) Motta 90’ | Marcatori | 69’ Meroni |

| Arbitro: | Agnolin (Bassano del Grappa) |

|  |           |                                                                         |
|  | Marcatori | 38’ Burini 40’, 64’ Liedholm 53’ Renosto 62’ Annovazzi 69’ (aut.) Grava |

| Arbitro: | L. Bernardi (Savona) |

|                                     |           |  |
| Sukru 5’, 87’ (rig.) Puccinelli 69’ | Marcatori |  |

| Arbitro: | Marchetti (Milano) |

|  |           |                            |
|  | Marcatori | 33’ Astorri 37’ Todeschini |

| Arbitro: | Massai (Pisa) |

|  |           |           |
|  | Marcatori | 8’ Florio |

| Torino 2 dicembre 1951, ore 14:30 UTC+1 11ª giornata | Torino          | 0 – 0 | Juventus | Stadio Filadelfia (24.000 spett.)\| Arbitro: \| Bellè (Venezia) \| |
| Arbitro:                                             | Bellè (Venezia) |       |          |                                                                    |

| Arbitro: | Righi (Milano) |

|  |           |                 |
|  | Marcatori | 17’, 89’ Amalfi |

| Arbitro: | G. Bernardi (Bologna) |

|                             |           |  |
| Hjalmarsson 50’ (rig.), 70’ | Marcatori |  |

| Bologna 23 dicembre 1951, ore 14:30 UTC+1 14ª giornata | Bologna          | 0 – 0 | Torino | Stadio Comunale\| Arbitro: \| Tassini (Verona) \| |
| Arbitro:                                               | Tassini (Verona) |       |        |                                                   |

| Arbitro: | Jonni (Macerata) |

|            |           |            |
| Florio 24’ | Marcatori | 65’ Parodi |

| Arbitro: | Righi (Milano) |

|                |           |  |
| Pandolfini 16’ | Marcatori |  |

| Arbitro: | Piemonte (Monfalcone) |

|  |           |                   |
|  | Marcatori | 21’ (aut.) Farina |

| Arbitro: | Gemini (Roma) |

|                 |           |             |
| Gianmarinaro 7’ | Marcatori | 80’ Brugola |

#### Girone di ritorno
| Arbitro: | G. Bernardi (Bologna) |

|                                                  |           |  |
| Hjalmarsson 17’ (rig.), 45’ Florio 58’ Motta 70’ | Marcatori |  |

| Arbitro: | Pieri (Trieste) |

|                  |           |            |
| Orzan 67’ (rig.) | Marcatori | 58’ Florio |

| Arbitro: | Bellè (Venezia) |

|                 |           |  |
| Carapellese 32’ | Marcatori |  |

| Arbitro: | G. Bernardi (Bologna) |

|                                  |           |                  |
| Janda 51’ Cortellezzi 84’ (aut.) | Marcatori | 79’ (rig.) Pozzi |

| Arbitro: | Orlandini (Roma) |

|            |           |  |
| Pratesi 8’ | Marcatori |  |

| Arbitro: | Marchetti (Milano) |

|                                 |           |  |
| Sperotto 47’ Martegani 51’, 70’ | Marcatori |  |

| Arbitro: | Gemini (Roma) |

|                    |           |               |
| Rinaldi 76’ (rig.) | Marcatori | 42’ Cavigioli |

| Arbitro: | Pieri (Trieste) |

|                                                 |           |           |
| Nordahl III 21’ Gren 46’ Burini 65’ (rig.), 74’ | Marcatori | 89’ Pozzi |

| Arbitro: | Massai (Pisa) |

|             |           |                |
| Pratesi 30’ | Marcatori | 67’ Puccinelli |

| Arbitro: | De Leo (Mestre) |

|                                           |           |  |
| Astorri 48’, 82’ Gramaglia 59’ Amadei 75’ | Marcatori |  |

| Arbitro: | Gemini (Roma) |

|                                                       |           |                        |
| Florio 20’, 67’, 48’ Gianmarinaro 49’ Carapellese 75’ | Marcatori | 64’ Zorzin 83’ Petagna |

| Arbitro: | Orlandini (Roma) |

|                                                                |           |  |
| J. Hansen 10’, 82’ K. Hansen 17’ Vivolo 40’ Boniperti 64’, 89’ | Marcatori |  |

| Arbitro: | Marchetti (Milano) |

|                            |           |  |
| Pratesi 17’ Vicariotto 65’ | Marcatori |  |

| Arbitro: | Tassini (Verona) |

|               |           |  |
| Lucentini 24’ | Marcatori |  |

| Arbitro: | Gemini (Roma) |

|                             |           |                                |
| Pratesi 10’ Florio 30’, 32’ | Marcatori | 47’ (rig.) Cappello 72’ García |

| Arbitro: | Bellè (Venezia) |

|                       |           |  |
| Frandsen 4’, 78’, 28’ | Marcatori |  |

| Arbitro: | De Leo (Mestre) |

|                                        |           |  |
| Hjalmarsson 33’ (rig.) Carapellese 55’ | Marcatori |  |

| Arbitro: | Agnolin (Bassano del Grappa) |

|                       |           |                                |
| Sassi 26’ Loranzi 80’ | Marcatori | 49’ Vicariotto 70’ Carapellese |

| Arbitro: | Longagnani (Modena) |

|                                                     |           |  |
| Santagostino 24’ Sørensen 27’ Jeppson 67’, 83’, 72’ | Marcatori |  |

| Torino 22 giugno 1952, ore 16:30 UTC+1 38ª giornata | Torino        | 0 – 0 | Udinese | Stadio Filadelfia (7.800 spett.)\| Arbitro: \| Gemini (Roma) \| |
| Arbitro:                                            | Gemini (Roma) |       |         |                                                                 |

## Statistiche

### Statistiche di squadra
| Competizione | Punti | In casa | In casa | In casa | In casa | In casa | In casa | In trasferta | In trasferta | In trasferta | In trasferta | In trasferta | In trasferta | Totale | Totale | Totale | Totale | Totale | Totale | DR  |
| Competizione | Punti | G       | V       | N       | P       | Gf      | Gs      | G            | V            | N            | P            | Gf           | Gs           | G      | V      | N      | P      | Gf     | Gs     | DR  |
| ------------ | ----- | ------- | ------- | ------- | ------- | ------- | ------- | ------------ | ------------ | ------------ | ------------ | ------------ | ------------ | ------ | ------ | ------ | ------ | ------ | ------ | --- |
| Serie A      | 34    | 19      | 10      | 5       | 4       | 29      | 18      | 19           | 2            | 5            | 12           | 10           | 40           | 38     | 12     | 10     | 16     | 39     | 58     | -19 |

### Statistiche dei giocatori
| Giocatore       | Serie A  | Serie A |
| Giocatore       | Presenze | Reti    |
| --------------- | -------- | ------- |
| Y. Amalfi       | 27       | 2       |
| P. Bersia       | 7        | 0       |
| E. Buttarelli   | 5        | -5      |
| R. Carapellese  | 31       | 6       |
| E. Cavigioli    | 8        | 1       |
| G. Cortellezzi  | 12       | 0       |
| D. Fontana      | 4        | -15     |
| G. Farina       | 36       | 0       |
| J. Florio       | 28       | 10      |
| A. Gianmarinaro | 13       | 3       |
| E. Giraudo      | 5        | 0       |
| L. Giuliano     | 27       | 0       |
| L. Grava        | 31       | 0       |
| A. Hjalmarsson  | 20       | 6       |
| L. Macchi       | 2        | 0       |
| E. Motta        | 20       | 2       |
| C. Nay          | 32       | 0       |
| A. Nicolazzini  | 1        | 0       |
| L. Picchi       | 9        | 0       |
| P. Pozzi        | 34       | 3       |
| E. Pratesi      | 23       | 4       |
| C. Rimbaldo     | 3        | 0       |
| G. Romano       | 29       | -38     |
| A. Vicariotto   | 11       | 2       |